# Diurideae
Tribu
Synonymes
Diurideae est une tribu d'orchidées de la sous-famille des Orchidoideae.

## Description
Le genre type est : Diuris Sm., Trans. Linn. Soc. London 4: 222 (1798)

## Répartition et habitat

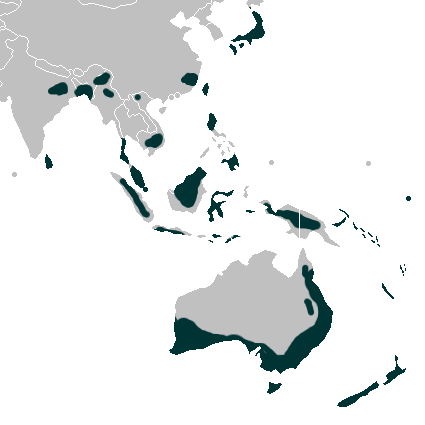
Carte de la répartition des Diurideae.

Les espèces sont trouvées en Asie.

## Liste des sous-taxons

### Sous-tribus
- Acianthinae
- Caladeniinae
- Cryptostylidinae
- Diuridinae
- Drakaeinae
- Megastylidinae
- Prasophyllinae
- Rhizanthellinae
- Thelymitrinae

### Aperçu des genres
Selon Chase et al. (2015), les genres acceptés sont les suivants:
- Acianthus R.Br.
- Adenochilus Hook.f.
- Aporostylis Rupp & Hatch
- Arthrochilus F.Muell.
- Burnettia Lindl.
- Caladenia R.Br.
- Caleana R.Br.
- Calochilus R.Br.
- Chiloglottis R.Br.
- Coilochilus Schltr.
- Corybas Salisb.
- Cryptostylis R.Br.
- Cyanicula Hopper & A.P.Brown = Caladenia[2]
- Cyrtostylis R.Br.
- Diuris Sm.
- Drakaea Lindl.
- Elythranthera (Endl.) A.S.George
- Epiblema R.Br.
- Ericksonella Hopper & A.P.Br.
- Eriochilus R.Br.
- Genoplesium R.Br.
- Glossodia R.Br.
- Leporella A.S.George
- Leptoceras (R.Br.) Lindl.
- Lyperanthus R.Br.
- Megastylis (Schltr.) Schltr.
- Microtis R.Br.
- Orthoceras R.Br.
- Paracaleana Blaxell = Caleana
- Pheladenia D.L.Jones & M.A.Clem.
- Praecoxanthus Hopper & A.P.Brown
- Prasophyllum R.Br.
- Pyrorchis D.L.Jones & M.A.Clements
- Rhizanthella R.S.Rogers
- Rimacola Rupp
- Spiculaea Lindl.
- Stigmatodactylus Maxim. ex Makino
- Thelymitra J.R.Forst. & G.Forst.
- Townsonia Cheeseman
- Waireia D.L.Jones